# لوسیان ربوفیک
لوسیان ربوفیک (فرانسوی: Lucien Rebuffic‎; ۲۲ دسامبر ۱۹۲۴ – ۴ ژانویهٔ ۱۹۹۷) بازیکن بسکتبال اهل فرانسه بود.